# Castianeira flavipes
Castianeira flavipes är en spindelart som beskrevs av Gravely 1931. Castianeira flavipes ingår i släktet Castianeira och familjen flinkspindlar. Inga underarter finns listade.